# Finn Haunstoft
Finn Haunstoft, född 8 juli 1928 i Århus, död 15 maj 2008, var en dansk kanotist.
Haunstoft blev olympisk guldmedaljör i C-2 1000 meter vid sommarspelen 1952 i Helsingfors.